# Jimmy Casper
Jimmy Casper (ur. 28 maja 1978 w Montdidier) – francuski kolarz szosowy, etapowy zwycięzca Tour de France (2006), w zawodowym peletonie od 1998 roku.

## Najważniejsze zwycięstwa
- 1999
- cztery etapy w Deutschland Tour
- 2004
  - Circuit Franco-Belge
- 2005
  - Grand Prix de Denain
- 2006
  - Tour de Picardie
  - etap w Tour de France
  - Grand Prix de Denain
- 2007
  - Driedaagse van West-Vlaanderen
  - Le Samyn
- 2008
  - etap w Tour Méditerranéen
- 2009
  - Paris–Camembert
  - Grand Prix de Denain
- 2010
  - etap w Tour of Oman
  - etap w Tour of Belgium
  - etap w Volta a Portugal
- 2011
  - Grand Prix de Denain